# Kitcharao
Kitcharao ist eine Stadtgemeinde in der Provinz Agusan del Norte auf der Insel Mindanao im Süden der Philippinen.
Die Stadtgemeinde Kitcharao liegt im Norden der Provinz Agusan del Norte und grenzt an die Provinz Surigao del Norte. 
Durch Verabschiedung des Republic Act No. 3842 durch den Kongress der Philippinen am 29. August 1963 wurde Kitcharao selbständige Stadtgemeinde. Kitcharao gehörte zuvor als barrio zur Stadtgemeinde Jabonga.
Die meisten Bewohner der Stadtgemeinde sind aus Luzon und Visayas zugewanderte Tagalogs, Ilongos, Warays, Cebuanos und Boholanos, nur wenige Bewohner gehören zu den Ureinwohnern der Volksgruppen Mamanwa und Manobo.
Im Jahre 2005 wurden die Baranggays Crossing und Songkoy neu geschaffen.

## Barangays
Kitcharao ist politisch in elf Barangays unterteilt.
- Bangayan
- Canaway
- Hinimbangan
- Jaliobong
- Mahayahay
- Poblacion
- San Isidro
- San Roque
- Sangay
- Crossing
- Songkoy